# Albulidae

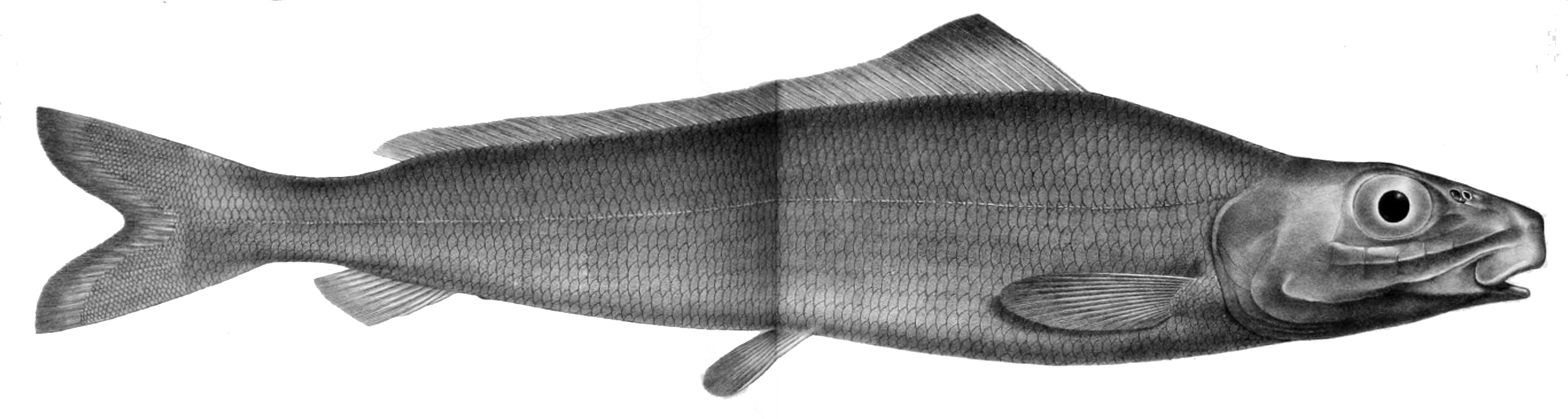
Pterothrissus gissu

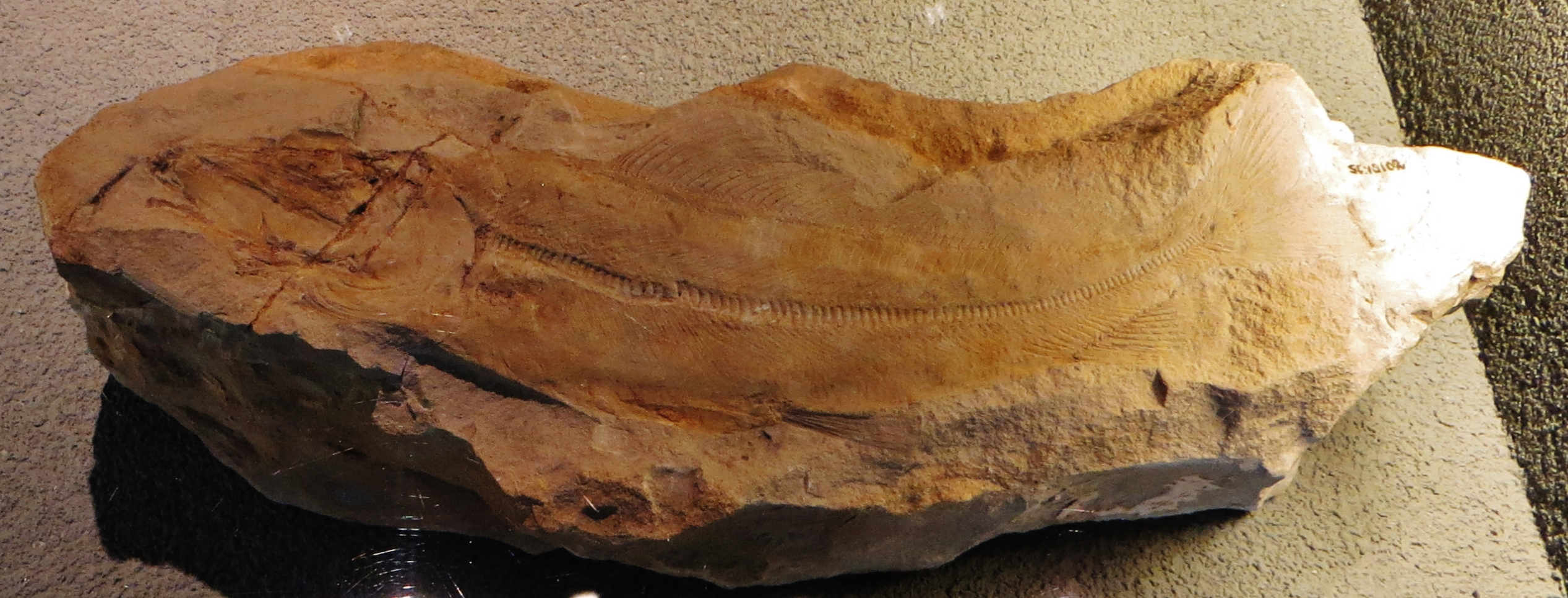
Fossile di Istieus grandis, un albuliforme estinto

Gli Albulidae Bleeker, 1859 sono una famiglia di pesci ossei. È l'unica famiglia appartenente all'ordine Albuliformes.

## Descrizione
Sono pesci allungati, con corpo scarsamente compresso ai lati, testa conica e muso allungato. Le pinne ventrali sono inserite molto indietro, la pinna anale ancora di più, sul peduncolo caudale. La pinna caudale è profondamente forcuta.
Misurano fino a 1 m di lunghezza.

## Biologia
Possono respirare ossigeno atmosferico attraverso la vescica natatoria simile a un polmone. La larva è un leptocefalo. Si nutrono di invertebrati del benthos.

## Distribuzione e habitat
Sono diffusi in tutti i mari e gli oceani tropicali.
Popolano ambienti costieri, il genere Albula si trova in acque molto basse, su fondi sabbiosi.

## Tassonomia
- Genere Albula
  - Albula argentea
  - Albula esuncula
  - Albula forsteri
  - Albula gilberti
  - Albula glossodonta
  - Albula koreana
  - Albula nemoptera
  - Albula neoguinaica
  - Albula oligolepis
  - Albula virgata
  - Albula vulpes
- Genere Pterothrissus
  - Pterothrissus belloci
  - Pterothrissus gissu

## Pesca
Non hanno valore alimentare per la carne molto spinosa e poco gustosa ma le specie del genere Albula sono molto apprezzate dai pescatori sportivi per la strenua resistenza che oppongono alla cattura. Vengono catturati a mosca o a spinning.